# Спрятанная мать

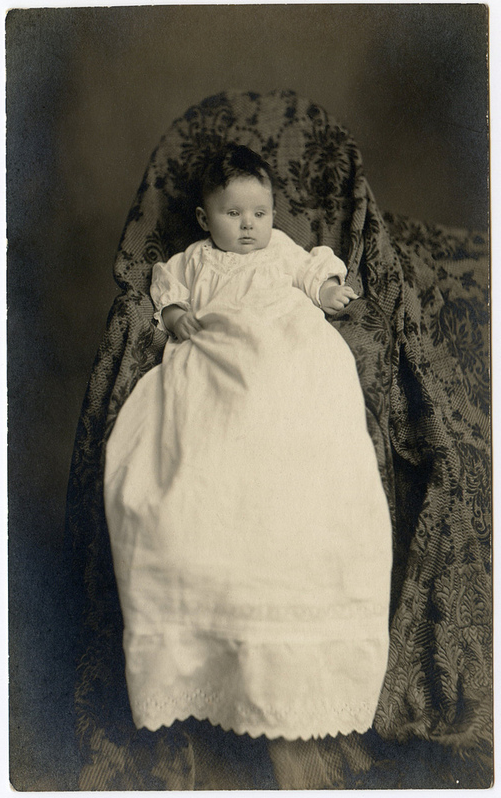
Фотография в жанре «спрятанная мать» (2-я половина XIX века)

«Спря́танная мать» или «скры́тая мать» (англ. «The Hidden Mother») — современный термин для обозначения жанра (поджанра) ранней фотографии, возникшего с её зарождения и исчезнувшего в 1920-е годы: фотопортрет ребёнка возле спрятанной за драпировкой или иным предметом матери. По мнению современных искусствоведов, появление такого жанра было вызвано несовершенством технической стороны фотографического процесса и особыми представлениями британцев викторианской эпохи о смерти и социальном статусе человека.
На фотографиях этого типа мать (или реже другой взрослый человек) удерживала ребёнка в устойчивом положении во время долгой экспозиции, поскольку любое движение его тела могло бы вызвать размытие изображения. Тем не менее в эту эпоху от матери ожидали, что она будет скрывать любые признаки того, что находилась в кадре. Некоторые из матерей на снимках прикрыты ситцем в цветочек и изображают из себя кресла, другие прячутся за диваном, так что видны только их руки, показывающие ребёнка как марионетку, третьи отворачивают голову от камеры, четвёртые укладывают волосы, чтобы они падали на лицо, закрывая его как занавес, на некоторых фотографиях лица матерей были полностью соскоблены, одна женщина просто прикрыла себя белой простынёй.
Изучению феномена данного жанра посвящены работы британских и американских историков искусства фотографии, прошли выставки, посвящённые снимкам «спрятанных матерей», крупные англоязычные средства массовой информации привлекли к ним интерес широкой читательской аудитории, возник рынок подобных фотографий.

## История постановки проблемы существования жанра и его изучения
Писательница и фотожурналистка Белла Батерст писала, что данный жанр существовал со времени появления фотографии вплоть до 1920-х годов. В 2010-е годы сформировался растущий интерес к таким фотографиям, а также рынок их покупки-продажи. В последние несколько лет дилеры выставляют цену от 5 до 20 долларов за фотографию на сайтах онлайн-покупок, таких как eBay. Некоторые экземпляры были проданы за сотни долларов. Изображения в хорошем состоянии встречаются редко. Одни фотографии были сохранены в защитных футлярах или рамах, другие хранились даже в карманах одежды и поэтому сильно пострадали. Коллекционер Линда Наглер, однако, писала, что в то время, когда делались подобные фотографии, «они рассматривались как некие бревиарии». Свидетельством этого она считала, в частности, маленькие размеры значительной части изображений и заключение дагерротипов середины XIX века в чехлы из кожи, латуни, бархата или гуттаперчи. По её мнению, это показывает, что они имели большую духовную ценность для владельцев.

### Книга Ли Маркс и Джона К. Депре Младшего — начало изучения жанра

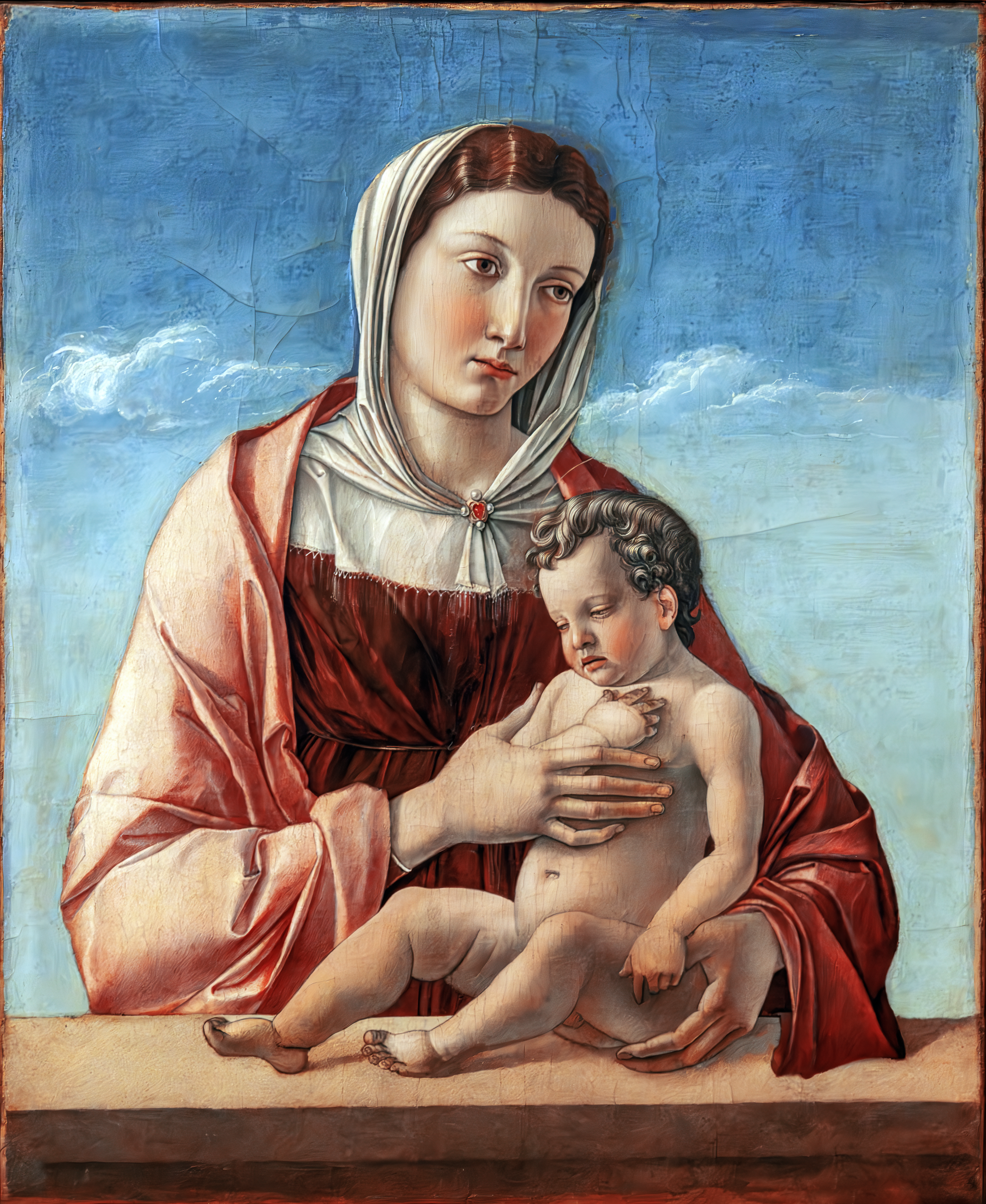
Джованни Беллини. Мадонна с младенцем, 1470—1475

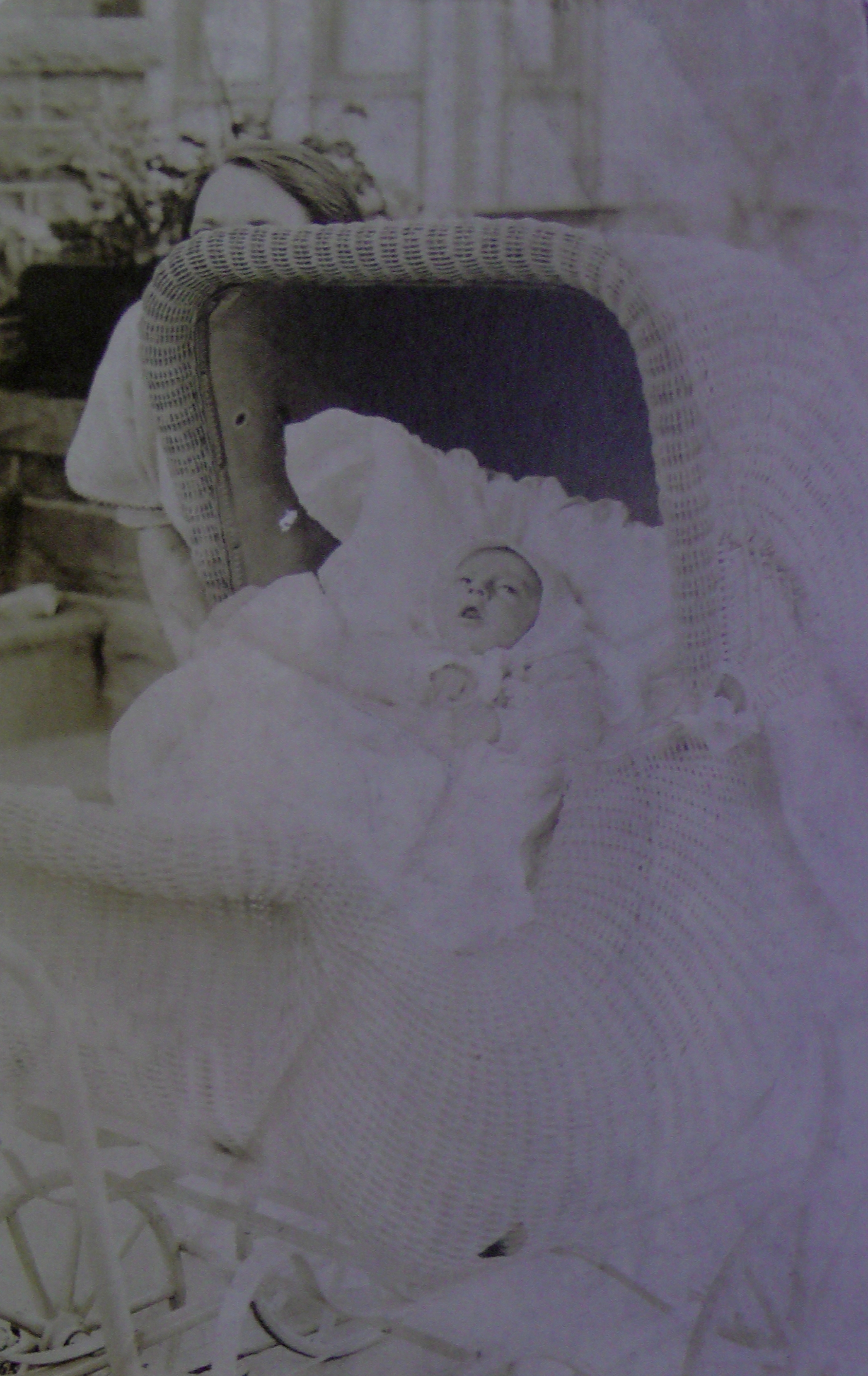
Редкий снимок «спрятанной матери» в саду, а не в студии. Коллекция Линды Наглер, № 0375, 12,5 х 8 см

В 2000-е годы к фотографиям «спрятанных матерей» привлекла внимание историк фотоискусства Ли Маркс. К лету 1991 года Маркс получила известность как дилер и консультант по фотоискусству, создала частную галерею Lee Marks Fine Art, стала одним из основателей Международной ассоциации арт-дилеров фотографии и некоторое время исполняла обязанности её президента. Вместе с мужем — журналистом Джоном К. Депре Младшим она зашла в антикварный магазин на севере штата Индиана. Они увидели фотографию ребёнка, полулежащего в кресле. Его пухлые щёки соответствовали упитанному телосложению женщины, стоящей за креслом. Эта фигура, по мнению Маркс, могла принадлежать только матери ребёнка, но её голова была обрезана на уровне шеи. Портрет вызвал у Маркс много вопросов. В частности: «Почему мать — лишь фон для ребёнка?», «Почему лицо женщины было удалено со снимка?». В памяти Маркс всплыли образы «Мадонны с младенцем», резко отличающиеся от этой фотографии. Она приобрела необычную фотографию и приступила к поискам других подобных снимков.
В 2005 году в Париже вышла на английском языке небольшая книга Джона Депре и Ли Маркс «Незримое присутствие» (англ. «The Hidden Presence»), в которой была поставлена проблема существования особого жанра ранней фотографии с изображением ребёнка и придерживающей его, но скрывающейся от зрителя, стоящей рядом с ним женщины. Исследователи собрали целую коллекцию подобных изображений (на её создание ушло пятнадцать лет) и предложили объяснение феномену «спрятанной матери». По их мнению, мать держала малыша или удерживала более старшего ребёнка от ёрзания во время съёмки из-за длительной экспозиции фотокамеры XIX века. Маркс и Депре попытались также создать классификацию тех вариантов, которые использовались фотографом, чтобы скрыть факт присутствия женщины в кадре: она могла быть спрятана за занавесом или сидела на стуле, прикрытая покрывалом, а иногда находилась в пределах досягаемости за кадром, о чём свидетельствовала появляющаяся из-за рамки фотографии рука, дотрагивающаяся до ребёнка. В отдельных случаях фотографы ликвидировали уже существующее на снимке нежелательное изображение взрослых, растворяя его в тёмном фоне комнаты или даже соскабливая лезвием ножа. Маркс и Депре поставили ряд вопросов перед будущими исследователями данного жанра и выдвинули в связи с ними ряд гипотез:
- Относились ли к этому жанру самые первые фотографии новорождённого ребёнка?
- Не были ли такие снимки фотографиями мёртвого или болезненного ребёнка, который не доживёт до совершеннолетия? Возможно, в этом случае они служили доказательством его существования для самих родителей.
- Почему мать (или отец) на фотографии скрыты, а не сняты, держа с гордостью и нежностью на руках своего ребёнка?
- Как этот жанр отражает роль женщины в XIX веке?
- Почему владеющие техникой спецэффектов фотографы не обращают внимания на неумелую маскировку родителей?
- Действительно ли фигуры, прячущиеся на фотографиях, были матерями детей, или это были няни, медсёстры, отцы, слуги, студийные помощники?

Маркс организовала выставку коллекции своих фотографий в Музее искусств Колумбуса.

### Книга Линды Наглер и крупнейшее собрание фотографий жанра

Разворот книги Линды Френи Наглер «Спрятанная мать»

Коллекционер и архивист Линда Наглер в 2013 году опубликовала собственную коллекцию фотографий «спрятанных матерей». Впервые она обратила внимание на эту тему, когда прочитала на eBay объявление о продаже фотографии с подписью «забавный малыш со спрятанной матерью». Десять лет ушло у неё на создание коллекции и анализ фотографий, ещё пять месяцев — на подготовку выставки на 55-й Венецианской Биеннале в 2013 году в Арсенале, где она стала частью экспозиции художественного критика Массимилиано Джиони «Энциклопедический дворец» (итал. «Il Palazzo Enciclopedico»). На этой выставке были представлены 997 фотографий. Витрина с ними занимала девять метров в длину и полтора в высоту (фотографии располагались в несколько рядов друг над другом). Она была изготовлена специально для выставки. Были представлены дагерротипы, амбротипия, ферротипы, альбуминовая печать и более поздние поляроиды, большинство из которых были созданы между 1840-ми и 1920-ми годами. Организаторы подсчитали, что выстроенные друг рядом с другом в одну линию фотографии заняли бы 57 метров. Каталог выставки (англ. «The Hidden Mother»), вышедший в издательстве Mack, содержит самую обширную на то время коллекцию фотографий «спрятанных матерей» — 1002 фотографии, на которых заснято 1930 детей и их матерей. Наглер также включила в издание несколько научных статей, пытающихся интерпретировать этот жанр, в книге он иногда именуется также «поджанр».
Книга и выставка привлекли внимание таких крупных англоязычных изданий, как The Washington Post, The Daily Telegraph, Daily Mail, The Independent, The Guardian, итальянская La Repubblica, шведская Dagens Nyheter. Канал BBC также привлёк внимание своих зрителей к этому жанру. На русском языке появились статьи в медиаизданиях и научно-популярном журнале.

### Работа Лоры Ларсон над темой «спрятанных матерей»
В 2017 году американский фотограф Лора Ларсон, которая экспонировала свои работы как на национальном, так и на международном уровне, в том числе в Музее искусств Бронкса, Музее изобразительных искусств Метрополитен, Музее изящных искусств Хьюстона, опубликовала книгу «Спрятанная мать». Она представляет собой гибрид эссе по истории фотографии, мемуаров и беллетристики. Замысел книги родился во время судебного процесса по удочерению четырёхлетней чернокожей девочки из Эфиопии по имени Гадисса (само оно заняло семь месяцев). С фотографиями «спрятанной матери» Ларсон тогда познакомил друг-фотограф. По словам автора книги, она увидела в этих фотографиях «своё растущее чувство привязанности к дочери». В интервью Ларсон говорила, что в книге размышляла о связях между фотографом и его объектом, между объектом и зрителем, а также затронула материальный аспект создания фотографии и позирования для неё. В ходе создания книги автор встретилась с Ли Маркс и Джоном К. Депре-младшим. Они позволили ей работать со своей фотоколлекцией, а также предоставили работы из неё для публикации в книге и показа на выставке фотографий «Спрятанная мать», которую организовала Ларсон. Выставка прошла в художественной галерее Blue Sky в Портленде (штат Орегон), в Музее искусств Палмера, в Мемориальном художественном музее Аллена, в Музее искусств Кеннеди при Университете Огайо. Ларсон ознакомилась с коллекцией Линды Наглер и сама собрала коллекцию фотографий, относящихся к данному жанру.
Лора Ларсон в интервью индийскому сайту экспериментальной фотографии The Kitab утверждала, что вдохновлялась в своём творчестве идеалами феминизма. В своих фотографиях она попыталась передать сложные переживания женщин без изображения самих женщин («в кукольных домиках куклы отсутствуют, чтобы сосредоточиться на этих миниатюрных пространствах и историях, предлагаемых этими крошечными комнатами»). Книга «Спрятанная мать» проблему отсутствующей женщины ставит, по словам Ларсон, буквально.

### Спрятанные матери в современных научных исследованиях и искусстве
Проблему существования подобных фотографий затрагивали доктор истории, австралийский учёный и писатель Рон Сутерн в книге «Дуб на Девичьей горе, 1850—1900» (2015) и профессор философии в университете Де Поля Питер Х. Стивс в книге «Красивый, яркий, и ослепительный: феноменологическая эстетика и жизнь искусства» (2017).
Линда Наглер создала в собственной студии фотографию «спрятанной матери» с использованием технологии и аппаратуры 2-й половины XIX века. В качестве модели предстала маленькая дочь её друга, который выступил в качестве ассистента при съёмке. Коллекционер размышляла о том, чтобы включить её в экспозицию выставки и в каталог подлинных изображений в качестве розыгрыша зрителей и читателей. Отец девочки в последний момент остановил Наглер от этого шага, объяснив, что он не смог бы вынести вида собственной дочери «среди стольких мертвецов».
Доцент искусств в Университете Монтаны Дженнифер Комб в 2017 году создала фотографию, на которой выступила в качестве «спрятанной матери» со своей дочкой. Фотография в 2019 году была представлена на выставке «Истории женщины» в Центре фотографии Среднего Запада. Профессор искусств в Honors College Университета Нью-Мексико и известная фотограф Меган Джейкобс создала серию фотографий «Спрятанные матери». Действие в них разворачивается в настоящее время. Матери завёрнуты в постельное бельё, расписанное цветами, что, по мнению фотографа, соответствует традиционным представлениям о женственности и домашнем пространстве. Серия фотографий Меган Джейкобс была представлена на ряде выставок и получила отзывы в средствах массовой информации. Поводом к созданию проекта стало знакомство фотографа с матерью, потерявшей одного из своих детей. «До того как фотографировать её, я не знала ни её, ни того, что один из её детей скончался», — признавалась Джейкобс. Фотограф также вплетала в свои снимки элементы своей собственной биографии. Некоторые из постельных принадлежностей когда-то принадлежали её бабушке, а собственные дети Джейкобс часто присутствовали на съёмочной площадке. Серию подобных фотографий создала выпускница Миннеаполисского колледжа искусства и дизайна Саманта Рикнер, представлявшая свои фотографии на международных выставках в Веймаре, Эрфурте и Эрлангене.
В 2019 году лауреатом и номинантом международных кинофестивалей режиссёром Джошуа Эркманом был снят короткометражный художественный фильм ужасов «Спрятанная мать». В соответствии с сюжетом фильма, недавно овдовевшая мать получает в подарок от подруги старинную фотографию в жанре «спрятанная мать», в которой заключён злой дух, похищающий детей у владельцев снимка.

## Современные историки фотографии о проблемах возникновения и развития жанра

### Причины формирования жанра

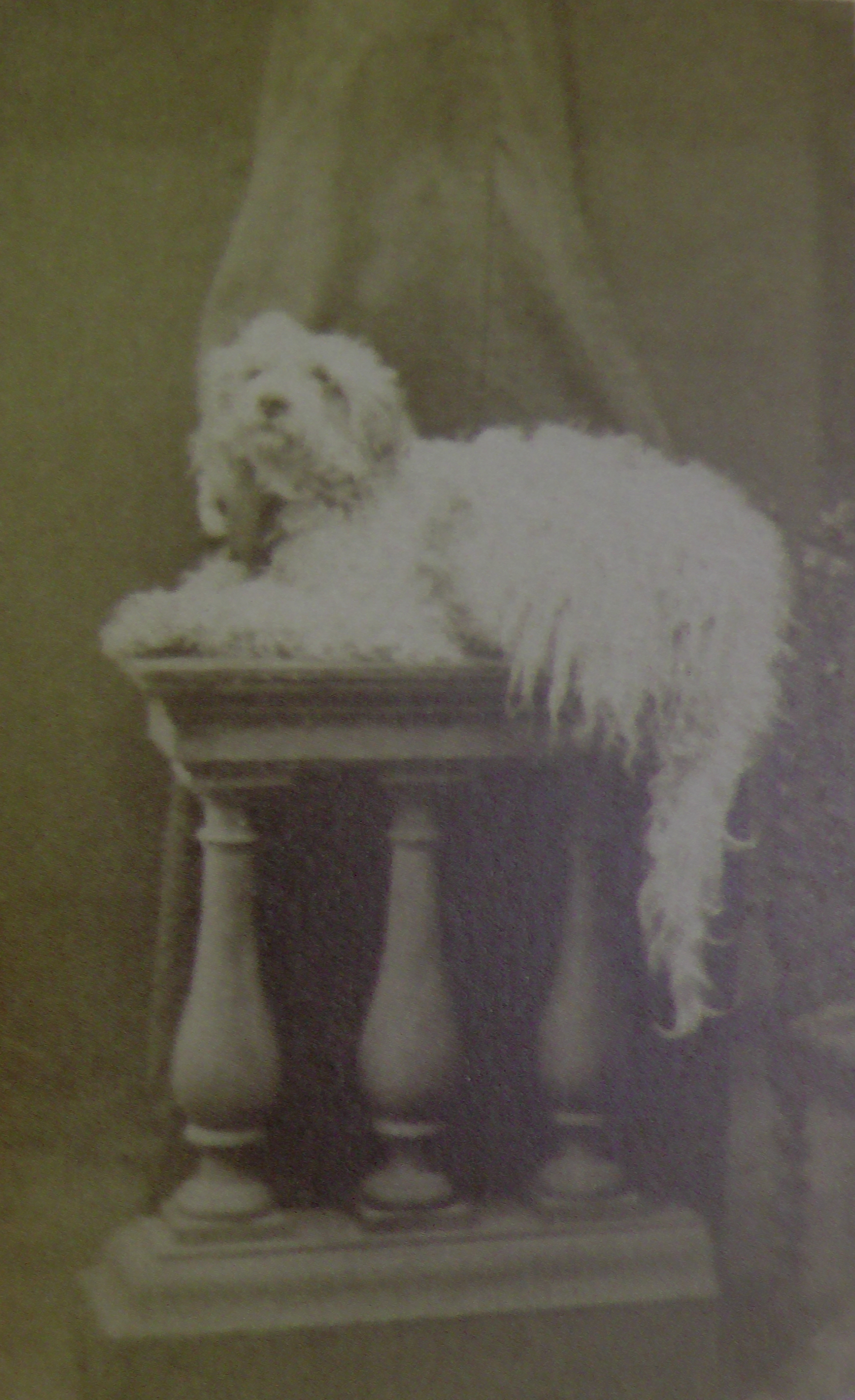
«Спрятанная мать» с собакой (студия CUSIAC Artist Photographe) из коллекции Линды Наглер (№ 0722, 10 х 6 см)

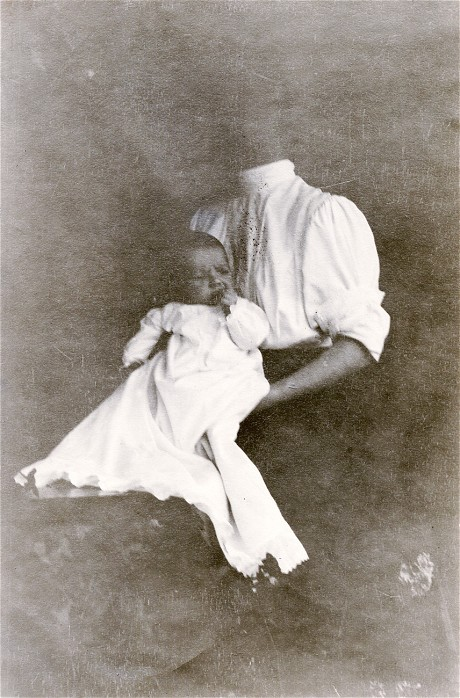
«Спрятанная мать» из коллекции Линды Наглер (№ 0981, 15 х 10,5 см)

Художественный критик и куратор Итальянского центра фотографии CAMERA Франческо Дзанот обращал внимание, что изобретение и широкое распространение фотографии позволили представителям низших классов получить для себя привилегию, доступную прежде лишь немногим, — создавать и сохранять изображения членов своей семьи. Многие исследователи сходятся во мнении, что основной причиной появления фотографий «спрятанной матери» стало поведение детей перед фотокамерой. Продолжительность экспозиции при фотографировании составляла в XIX веке от десяти до тридцати секунд (Белла Батерст писала, что такое время требовал мокрый коллодионный процесс, а при более ранних способах создания фотографии нужно было значительно большее время, что даже для взрослого человека было тяжёлым испытанием). Для съёмок взрослых моделей обязательным элементом оборудования в студии фотографа был подголовник / спинка — регулируемый по высоте фиксатор для головы, установленный на высокий вертикальный стержень. В фотографиях «спрятанной матери» с детьми младшего возраста подголовник часто использовался для придания устойчивого положения голове женщины, державшей на коленях ребёнка. В этом случае рядом с головой фигуры, укрытой тканью, иногда виднеются два зубца, которые обычно фиксируют голову. Иногда деревянная основа подголовника видна внизу — за ногами «спрятанной матери», создавая видимость третьей ноги.
Белла Батерст писала, что фотовспышка пугала детей, совсем маленькие дети постоянно плакали, мигали, начинали грызть свои пальцы, засыпали и пускали слюни. В середине XIX века родителю приходилось надевать на девочку-подростка кринолин, везти в карете до ближайшей фотостудии, которая могла находиться на другом конце города, но основной проблемой была всё-таки продолжительность выдержки. Фактически единственным способом фотографирования ребёнка считалось присутствие матери, удерживающей его (или принятие ребёнком небольшого количества лауданума, который обеспечивал ребёнку сонное настроение). На одной из фотографий, приведённой в книге Джона Депре и Ли Маркс, фотограф «предоставил» «свободу» ребёнку играть во время фотосессии. Мальчик, одетый в платье девочки, как это было принято для не достигших четырёх или пяти лет детей, не обращая внимания на направленную на него камеру, направляет свою игрушечную винтовку на игрушку, находящуюся за тяжёлой плотной тканью, под которой прячется фигура взрослого человека. На отдельных фотографиях задрапированный персонаж держит на руках собаку, поведение которой было также непредсказуемо. В коллекции Линды Наглер есть фотографии «спрятанной матери» с кошками и даже куклами.

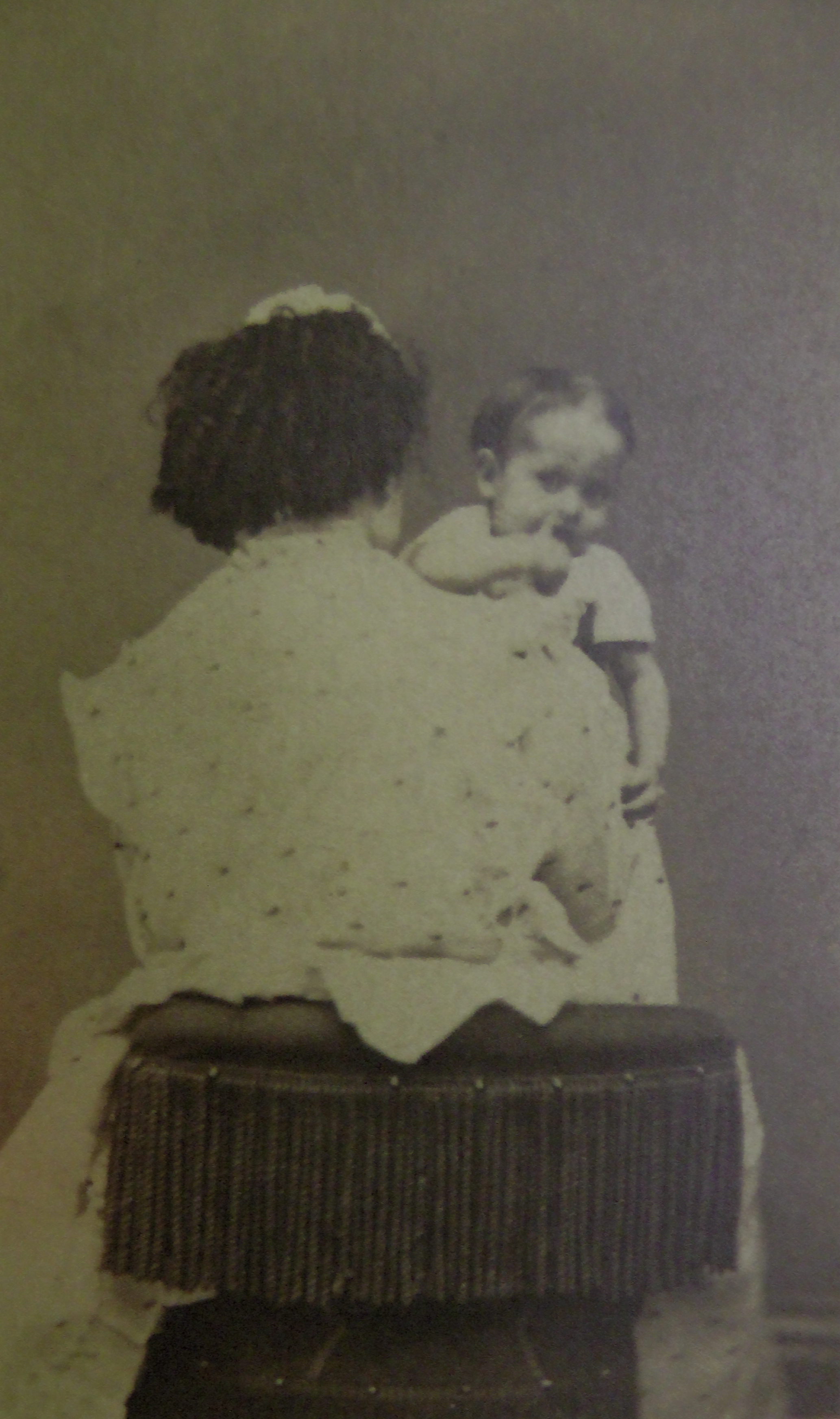
Фотография из коллекции Линды Наглер № 0252, 10 х 6 см

Марк Остерман — историк, ставший инициатором возрождения старинных методов фотосъёмки в своей студии в Рочестере (штат Нью-Йорк), писал:

Там было много фотографов, которые как раз специализировались на младенцах и пожилых людях… Пожилые люди могут быть слабыми и раздражительными, с ними так же трудно иметь дело, как и с младенцами. Фотографы должны были иметь хорошо освещённое пространство и много терпения. Им необходимо 18—30 секунд, чтобы получить хороший негатив. Многие из этих фотографов были женщинами. С 1860-х годов фотография стала одной из немногих профессий, считавшихся респектабельными для женщин среднего класса… Как и их коллеги-мужчины, женщины оказались искусны в умении подготовить ребёнка к фотосъёмке. Некоторые [фотографы] использовали животных для фиксации их внимания (обезьян или птиц, постоянно находившихся в студии), другие прибегали к успокоительной терапии. Один фотожурнал предположил, что дозы опия будут «препятствовать рассредоточению внимания натурщиков»… Фотографии редко показывают, как дети улыбаются. Улыбка ребёнка была слишком трудна для фиксации при таких длинных выдержках, которые тогда существовали…— Белла Батерст. Леди исчезает: спрятанные матери викторианской фотографии
.
Было также высказано предположение, что с точки зрения общественного мнения женщина в эпоху подобных фотографий не считалась достойной внимания даже в сравнении с собственным ребёнком. Профессор философии в Университете Де Поля в Чикаго Питер Х. Стивс утверждал в связи с фотографиями «спрятанной матери», что «капитализм слеп к работе, которой занимаются матери (англ. «capitalism is blind to the work that mothers»), так как [люди] маскируют эту работу, не называя её „работой“». С данной точкой зрения не согласилась Лора Ларсон. По её словам, такие фотографии «поэтично показывают опыт материнства — как матери должны уравновешивать привязанность [к матери] и независимость [от неё] при воспитании ребёнка».
Профессор истории фотографии и современного искусства в аспирантуре Городского университета Нью-Йорка Джеффри Батчен обращал внимание на жертвенность матери, готовой стать невидимой ради своего ребёнка. Он называл это «актом скромности и самоуничижения». Франческо Дзанот выводил формулу: исключение предмета из кадра, кем бы он ни был, фактически приводит к увеличению восприятия значимости остающегося в кадре; чем меньше индивидов находится в кадре, тем больше их значение в представлении зрителя.
На ранних фотографиях «спрятанной матери» часто на ребёнке надето платье, предназначенное для обряда крещения. Ли Маркс предположила, что это важное в жизни семьи событие, возможно, становилось причиной посещения фотомастерской и создания снимка подобного типа. Линда Наглер считает, что, будучи очень молодой формой искусства, фотография появилась с особым набором правил. По её мнению, «спрятанные матери» — фотографии, которые должны были быть разосланы по всему миру, чтобы познакомить родственников и друзей с новым членом семьи. «Кажется, что матери стремились создать тесную связь между ребёнком и зрителем, а не между собой и ребёнком», — утверждала исследовательница. Существует предположение, что женщины были смущены тем сходством, которое имела фотография матери с ребёнком на руках с иконографией «Мадонны с младенцем», поэтому отказывались участвовать в подобных съёмках.
Нью-Йоркский художественный критик, руководитель Нового музея современного искусства и Фонда Никола Труссарди в Милане Массимилиано Джиони писал в связи с фотографиями «спрятанной матери» о двустороннем процессе «мумификации»: с одной стороны, речь идёт о лицах детей, которые становятся «бессмертными» благодаря фотографии, с другой стороны, камера фиксирует скрытую и неподвижную фигуру матери, которая «превращается в мумию, словно практикуя смерть, готовясь стать трупом». Цитируя теоретика и историка искусства, профессора Уильяма Дж. Т. Митчелла, Джиони, указывая, что даже сегодня «мы все ещё приписываем сверхъестественную силу изображениям», предложил скептикам попытаться разорвать фотографию их собственной матери. По его мнению, коллекция Наглер «„скрытая мать“ — это акт любви: упражнение по сохранению… иконографической вселенной, сохранение изображений, которые иначе были бы обречены».

### Технология создания фотографии

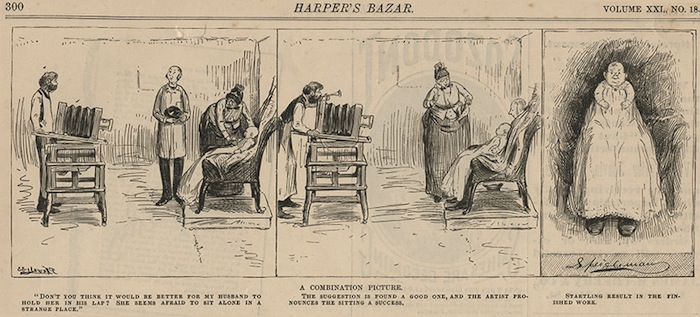
«Harper’s Bazaar», Великобритания, 1888. Технология изготовления снимка «Спрятанная мать»

Британский журнал «Harper’s Bazaar» в 1888 году изобразил на иллюстрации технологию создания фотографии в жанре «спрятанная мать». Мать на ней сначала усаживалась в кресло, затем фотограф набрасывал на неё ткань, после этого на колени к ней усаживали ребёнка.

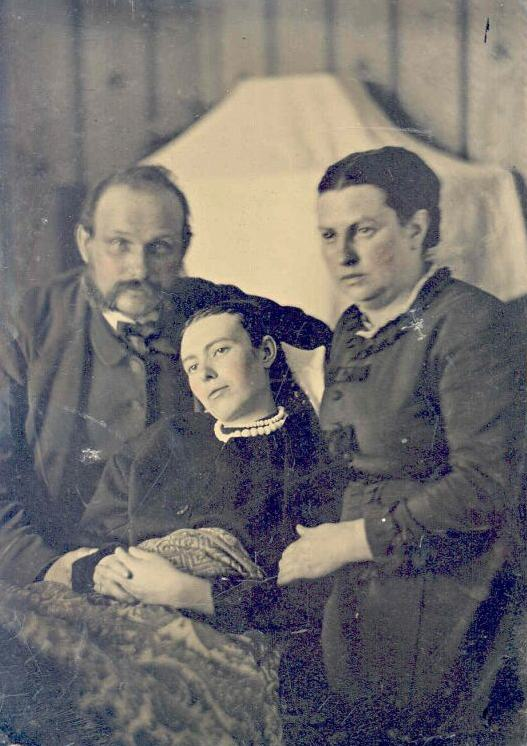
Родители позируют со своей усопшей дочерью — снимок жанра «посмертной фотографии»

Есть особая группа фотографий «спрятанной матери», пересекающаяся с жанром «посмертной фотографии». Так как многие дети умирали во младенчестве, то единственным напоминанием о них для родителей становились посмертные фотографии ребёнка. В этом случае запечатлённые в кадре матери незаметно подпирали своих детей, чтобы они могли выглядеть так, будто бы ребёнок просто погружён в глубокий сон. Маркс и Депре отмечали, что оттенок кожи ребёнка на фотографии «спрятанной матери» чаще всего бледный по сравнению с силуэтом фигуры матери, которая темна и закутана в ткань, как видение смерти. Авторы коллективной статьи в журнале «Humanities and Social Sciences», основываясь на своих исследованиях, считали, что фотографии «спрятанных матерей» обычно изображают живых детей, но «эта техника также была полезна при фотографировании безжизненных тел мёртвых детей». На этих фотографиях дети выглядят живыми из-за того, что фотографы часто окрашивали их щёки в розовый цвет.
Ощущение ужаса, которое посещает зрителей, рассматривающих фотографии «спрятанных матерей», проистекает, по мнению искусствоведов, из специфики самого фотографического процесса в это время. До тех пор, когда желатиновые сухие пластины стали широко доступны, большинство фотографов использовали мокрый коллодионный процесс. Это позволило использовать гораздо меньшее время выдержки, чем калотипы или дагерротипы, — секунды, а не минуты. Хотя полученные изображения могут быть относительно хорошего качества, они выглядят призрачными. Белый цвет выглядит как бежевый, а тёмные задрапированные фигуры женщин позади заставляют думать, будто ребёнок находится между мирами иллюзии и реальности.

### Кем мог быть спрятавшийся персонаж на фотографии?
На некоторых снимках детальное соответствие покроя и цвета костюмов женщины и ребёнка указывало, по мнению Маркс и Депре, что персонажи, запечатлённые на фотографии, являются матерью и ребёнком. Такое соответствие одежды близких кровных родственников они датировали широким хронологическим промежутком с 1840-х годов до 1920-х годов.

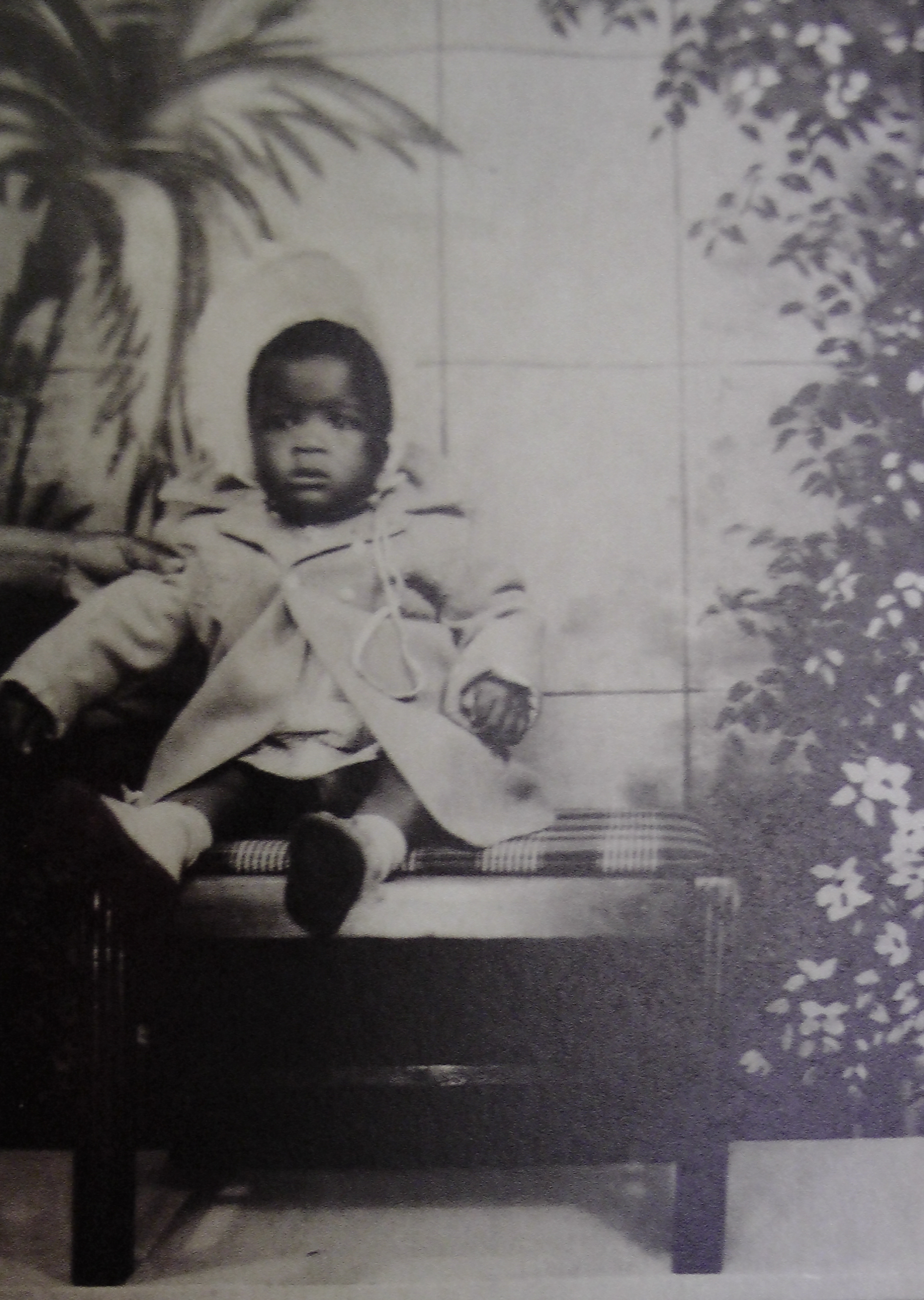
Чернокожий ребёнок на фотографии из коллекции Линды Наглер (№ 0283, 11,5 х 8 см)

Когда Линда Наглер попыталась сама создать фотографию «спрятанной матери» с использованием наиболее распространённой фототехники соответствующего времени, то обратила внимание, что в ходе съёмки возникает ситуация, когда перед камерой, но за спиной ребёнка, находится человек с занавесью в качестве задника, в то время как с другой стороны стоит фотограф, наклонившийся за камерой, голова которого спрятана под чёрной тканью. Ребёнок, таким образом, окружён «призраками», поэтому там должен быть некий третий человек, который мог бы отвлечь малыша, чтобы он не испугался. Эта задача может быть возложена только на самого близкого человека — мать ребёнка.
Маркс и Депре отмечали, что поведение женщин на подобного типа фотографиях значительно отличается от сдержанной манеры, характерной для XIX века. По их мнению, причинами этого была возня с ребёнком, заставлявшая женщину забыть о присутствии рядом постороннего мужчины — фотографа, и сама ситуация съёмки, требующая спонтанной реакции на непредсказуемое поведение малыша. На одной из фотографий женщина прикрывает свою фигуру драпировкой, которую она держит в обеих руках, но заглядывает через неё, что, по мнению Маркс, «ясно выражает стремление быть включённой в изображение с её ребёнком». Взгляд женщины прикован к объективу фотографа.
Выпускник Болонского университета, историк фотоискусства и журналист газеты La Repubblica Микеле Смарджасси писал, что иногда в роли «спрятанных матерей» могли выступать и отцы, что угадывается по брюкам и ботинкам, в которые обуты данные персонажи. На одной из фотографий, где изображение сделано несколько не в фокусе, Маркс и Депре также сумели рассмотреть прячущегося мужчину, придерживающего ребёнка рукой. Такой вывод они сделали на основе едва заметного края шляпы, жилета и рубашки. По их предположению, это мог быть помощник фотографа или отец ребёнка. Микеле Смарджасси выдвинул предположение, что матери таких детей умерли при родах. Франческо Дзанот допускал, что роль «спрятанной матери» на подобных фотографиях могли играть и другие взрослые персонажи: различные родственники, а также медицинские сёстры, дворецкие и фотографы.
Фотографии чернокожих детей в жанре «спрятанная мать» встречаются редко. Одна из таких фотографий в коллекции Ли Маркс была сделана неким фотографом С. Чэпином. Женщина в клетчатой юбке сидит на диване рядом с ребёнком, придерживая его голову сзади задрапированной рукой. Единственный объект на фотографии окрашен — золотое кольцо на руке ребёнка. За ребёнком находится пейзаж задника с отчётливо заметным силуэтом дерева. Исходя из фасона платья ребёнка, Маркс датировала снимок 1860-ми годами. Хотя Маркс приобрела фотографию в Техасе, она предположила, что снимок был сделан на Севере США. Она допускала также, что снимок мог быть приурочен и к рождению первенца недавно получивших свободу чернокожих супругов.

### Другие проблемы исследования жанра

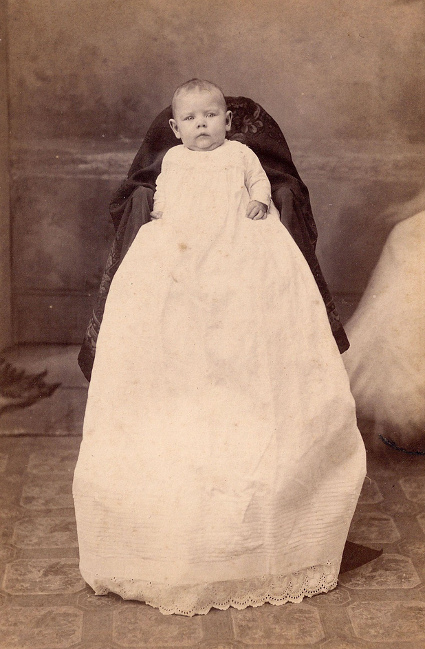
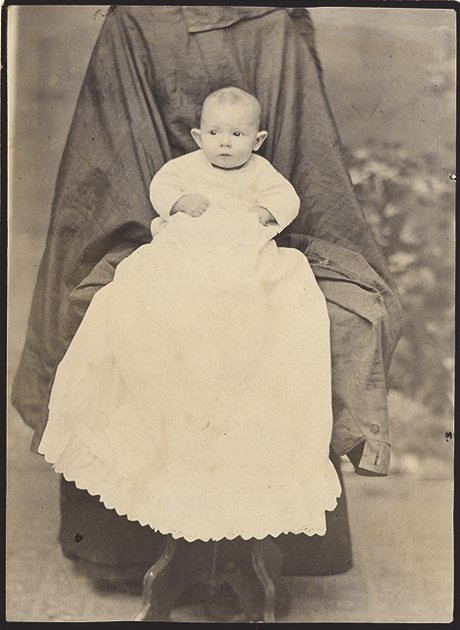
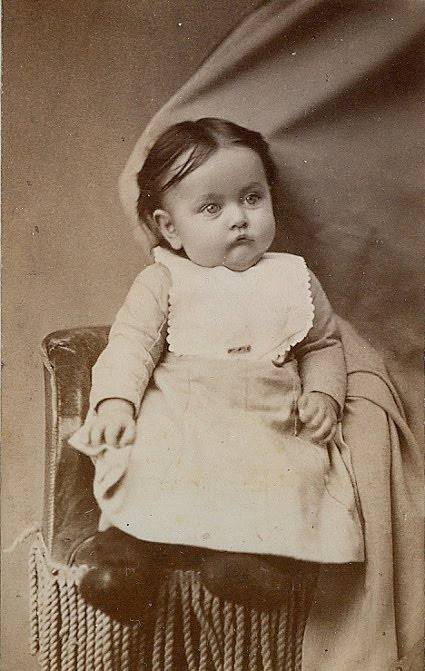
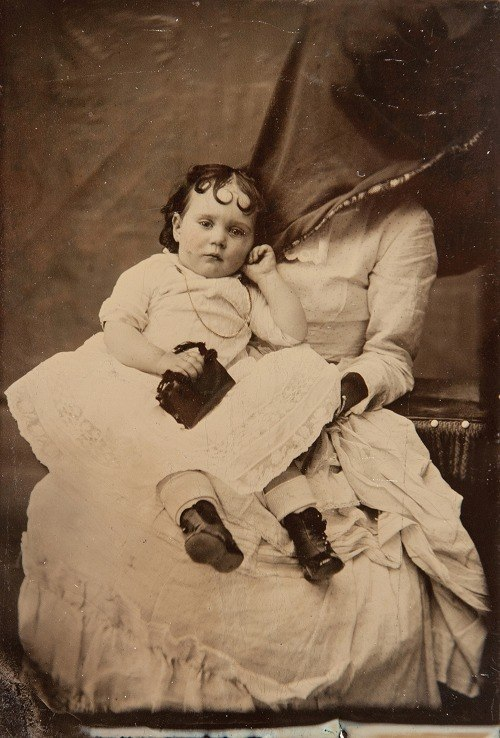
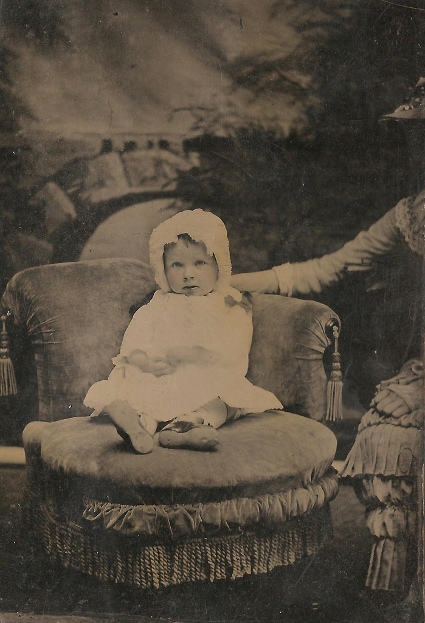

Большинство фотографий «спрятанной матери» являются анонимными. Определить мастерскую, в которой они были сделаны, можно по изящно выполненной надписи с её названием (она не всегда сохраняется до нашего времени), которую фотограф часто размещал на снимке, рекламируя в ней не только высокое качество сделанных в ней фотографий, но и продажу оборудования для съёмки.
Ли Маркс в своей книге обратила внимание на возможность точного расчёта цен, установленных на фотографии «спрятанной матери» во время Гражданской войны в США. С 1 сентября 1864 года по 1 августа 1866 года правительство Соединённых Штатов в соответствии с указом президента Авраама Линкольна установило налог на произведения искусства, включая фотографии. Деньги от этого налога использовались, чтобы финансировать расходы на войну. На фотографии ценой 25 центов или меньше наклеивалась налоговая марка в 2 цента, до 50 центов — за 3 цента, от 51 цента до доллара — за пять центов. Исходя из наклеенной на обороте марки, Маркс предложила вычислять примерную цену фотографий. По-иному оценивала затраты семьи на такую фотографию Линда Наглер. Она утверждала: «Весь смысл этих фотографий в том, что их было очень дёшево сделать. Стоимость для клиента составила всего несколько центов». С другой стороны, она утверждала, что фотографии «спрятанной матери» являются демонстрацией определённого уровня благосостояния и несут знаки определённого социального положения. С её точки зрения, они были востребованы в основном в среде среднего класса.

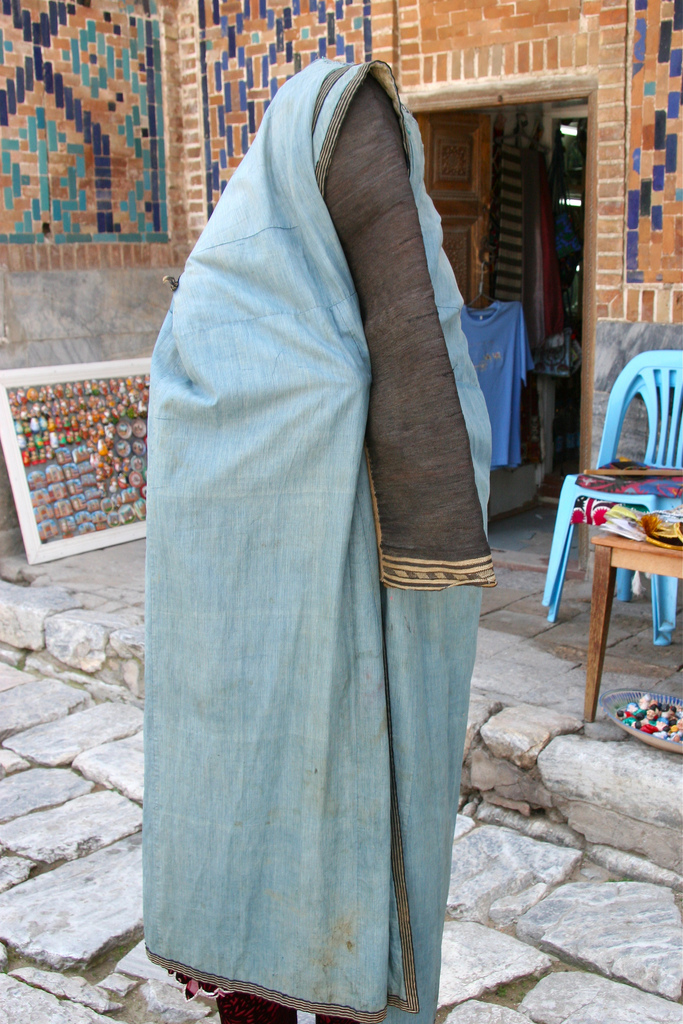
Женщина в голубой парандже (Бухара, 1998)

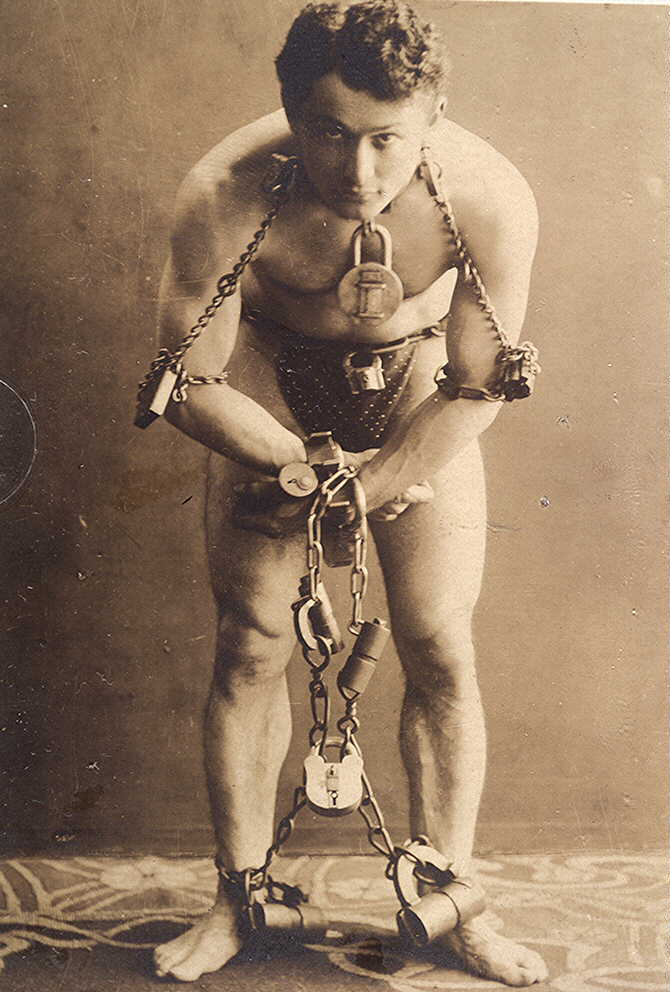
Гарри Гудини демонстрирует пример эскейпологии, 1899

Франческо Дзанот обращал внимание, что современный человек вместо того, чтобы сосредоточить своё внимание на главных героях этих фотопортретов — детях, начинает искать то, что на них не видно (или заметно только частично), — спрятавшихся персонажей. Он отмечал, что в отличие от всех других жанров изобразительного искусства (портрет, пейзаж, натюрморт…), которые в настоящее время выделены, «спрятанные матери» определяются на основе того, что должно отсутствовать на изображении. Попытки персонажей стать невидимыми он разместил «на полпути между паранджой и эскейпологией [от англ. «escapology» — 1) умение освобождаться от цепей, 2) ловкость, пронырливость] Гудини». По мнению Дзанота, жесты скрытых персонажей не только фиксируют их невидимость на фотографии, но и носят характер «своего рода извинения за исчезновение, означающего игривую, общественно-политическую акцию (англ. «social and political action»)». Дзанот также обращал внимание на прилагательное «absconditum» (рус. скрытое, тайное) в латыни, которое хорошо отражает не только эстетические представления средних веков, но и фотографии «спрятанной матери».
Журналистка Кэтрин Хьюз, излагая точку зрения Линды Наглер в большой статье в газете The Daily Telegraph, делала акцент на различии восприятия подобных фотографий в XIX и начале XXI века — в настоящее время они часто воспринимаются как смешные. Джиони также писал о комедии, но мрачной и непреднамеренной. Выскобленные лица кажутся современным зрителям зловещими, те женщины, которые предпочли скрыться под простым тёмным покрывалом, имеют неприятное сходство с Мрачным Жнецом, держащим на коленях свою жертву. Неуклюжие застывшие позы, которые должны были принять дети, делают их неотличимыми от мёртвых детей, которых часто фотографировали в то время после смерти. В этом случае присутствие рук матери служит доказательством для зрителя, что ребёнок на картине жив.
Маркс и Депре отмечали, что фотографы не предпринимали попыток тщательно маскировать «спрятанную» женскую фигуру, но они и не пытались объяснить это явление. По мнению Линды Наглер, дело в различии восприятия фотографии человеком XIX века и современным: в эпоху ранней фотографии люди просто не видели на ней то, что с лёгкостью обнаруживает человек сейчас. Большой промежуток времени, отделяющий друг от друга эти два восприятия, связан со сложными изменениями в культуре, которая лежит в основе интерпретации таких образов.
Джеффри Батчен, анализируя тему лёгкого обнаружения спрятавшегося персонажа, сопоставлял фотографии «спрятанных матерей» с описанием проблемы, которая возникла в 1967 году при съёмках документального фильма об огненных ритуалах аборигенов Австралии, в которых принимали участие коренные жители преклонного возраста. По их традиционным воззрениям, изображение человека не может быть представлено после его смерти. После долгих споров было принято решение, удовлетворившее аборигенов, рассматривать всех, занятых в фильме, как часть фона, что позволило выпустить фильм в прокат и использовать в учебных целях. Сообщество аборигенов согласилось, таким образом, что люди просто больше не будут рассматриваться как именно люди. Многим женщинам во время съёмки подобных фотографий, на самом деле, удалось сделать себя более заметными, а не скрыть своё присутствие. Кэтрин Хьюз сравнила их с детьми, «которые трогательно верят, что если они закрывают глаза, то становятся невидимыми».
Маркс и Депре обратили внимание, что лишь немногие из снимков «спрятанной матери» имеют распространённые в XIX веке расписанные от руки задники в качестве фона (Маркс приводит в своей книге снимок, где отчётливо заметный задник представляет собой ландшафт).